# Château de Loziers
Le château de Loziers est situé à Plumaugat en France.

## Localisation
Le château est situé sur le territoire de la commune de Plumaugat, au lieu-dit Lozier, dans le département des Côtes-d'Armor en région Bretagne.

## Description
Le château occupe le fond d'une cour à laquelle on accède par un chemin planté d'arbres en venant de l'est. Le côté nord de la cour est fermé par des communs. Au sud s'élève une chapelle de plan rectangulaire orientée nord-sud. Le château est constitué d'un corps de bâtiment de plan rectangulaire, de deux pavillons de plan carré adjoints aux deux angles de la façade principale et de deux demi-tourelles formant saillie sur la façade postérieure et les façades latérales. Il appartenait au XVIIe siècle aux Guéhéneuc de Boishue, qui possédaient aussi le château de Plumaugat (cette forteresse qui s'élevait à 500 mètres au nord-est du bourg était à l'origine à la famille de Plumaugat). La chapelle est du XVIIIe siècle.

## Historique
Le château est inscrit au titre des monuments historiques par arrêté du 13 février 1992.